# یواس‌اس لویزنو (ای‌تی‌اف-۱۵۶)
یواس‌اس لویزنو (ای‌تی‌اف-۱۵۶) (به انگلیسی: USS Luiseno (ATF-156)) یک کشتی بود که طول آن ۲۰۵ فوت (۶۲ متر) بود. این کشتی در سال ۱۹۴۵ ساخته شد.